# Trichillurges
Trichillurges es un género de escarabajos longicornios de la tribu Acanthocinini.

## Especies
- Trichillurges bordoni Monné, 1990
- Trichillurges brasiliensis (Melzer, 1935)
- Trichillurges conspersus Monné, 1990
- Trichillurges maculatus Martins & Monné, 1974
- Trichillurges meridanus Monné, 1990
- Trichillurges olivaceus Monné, 1990
- Trichillurges simplex Martins & Monné, 1974